# Comuna Veresaieve, Sakî
Veresaieve (în ucraineană Вересаєве) este o comună în raionul Sakî, Republica Autonomă Crimeea, Ucraina, formată din satele Hlinka, Samsonove și Veresaieve (reședința).

## Demografie
Componența lingvistică a comunei Veresaieve
     Rusă (43,49%)
     Tătară crimeeană (38,72%)
     Ucraineană (14,84%)
     Alte limbi (0,94%)
Conform recensământului din 2001, nu exista o limbă vorbită de majoritatea populației, aceasta fiind compusă din vorbitori de rusă (43,49%), tătară crimeeană (38,72%) și ucraineană (14,84%).